# Huayna Cápac
Huayna Cápac (1476-1527) fou l'onzè emperador inca del regne del Cusco al segle xvi, fill de Túpac Iupanqui i de la reina Mama Ocllo. Va tenir uns cinquanta fills, entre els quals destaquen Ninan Cuyuchi, Huàscar, Atahualpa, Túpac Hualpa, Manco Cápac II, el general Atoc, Paullu Inca i Quispe Sisa. Va continuar l'expansió de l'imperi que havien començat els seus avantpassats.
Quan va morir, el seu successor designat, Ninan Cuyuchi, acabava de morir de la verola. Per això es va dividir l'imperi en dues meitats i es va repartir entre els seus dos fills Atahualpa i Huascar. Els desacords entre els dos germans i la posterior guerra civil van afavorir la conquesta del territori per part dels conqueridors espanyols encapçalats per Pizarro.